# 姥子温泉
姥子温泉（うばこおんせん）は、神奈川県足柄下郡箱根町（旧相模国）にある温泉。姥子の湯。
箱根カルデラの中央火口丘最高峰、神山の北西斜面に位置する。箱根温泉郷を構成する温泉群の中でも歴史の古いもののひとつであり、箱根七湯に当温泉を加えて箱根八湯と称することがある。また、芦ノ湖温泉、蛸川温泉と合わせて元箱根温泉と称することがある。噴気地帯の浅層地下水が泉源水となっているため、季節変動の湧出となり冬季に少なく夏季に多くなる。

## 泉質
- 単純温泉
- カルシウム-硫酸塩泉
- ナトリウム-硫酸塩泉
- 源泉温度 : 44 - 63℃

## 温泉街
神山の中腹、標高900メートルほどの高い位置にあり、街道筋から離れていることもあって、いわゆる温泉街は形成されていない。
大正期の建物を残してかつての湯治場の雰囲気を伝える「秀明館」は、いまも岩盤から自然湧出する源泉を利用し、2010年現在、立ち寄り湯として営業している。秀明館の裏手には箱根権現社のほか、眼病快癒御礼の奉納幕や石仏が残される薬師堂、金太郎の母親とされる姥を祀った山姥堂がある。
秀明館南側の林の中に、江戸中期の本草学者・野呂元丈が湯治に訪れた際に詠んだ漢詩が彫り付けられた天然の巨岩「望湖石」がある。かつてこの地は野焼きのため草木が生えておらず、芦ノ湖が望めたことからその名が付けられたという。東方向には、大涌谷へと上る1キロメートルほどの散策コース「自然探勝歩道」が整備されている。
周辺には保養施設やリゾートホテルが立地しており、姥子の湯を引いて利用するところも少なくない。斜面を下った仙石原や桃源台にも姥子から引湯をする施設がある。

## 歴史
およそ3千年前に神山が水蒸気爆発を起こした際の岩屑なだれと、その後の冠ヶ岳形成に伴う火砕流堆積物が層を成す、扇状地の要（かなめ）にあたる扇頂部付近に湧出する。
開湯は古く、遅くとも鎌倉時代には眼病に効く湯としてその存在が知られていた。姥子の名は、金太郎こと坂田金時にまつわる伝説に由来する。枯れ枝で傷めた金太郎の目を、母親である山姥（乳母との説もある）が箱根権現のお告げに従ってこの湯で洗い、完治させたと伝えられる。
山深い湯治場として歴史を重ね、江戸時代・天保年間の温泉番付では東の前頭22枚目にその名が挙がっている。街道筋から離れているため箱根七湯には数えられなかったが、歴史の古い当温泉を加えて箱根八湯の名で呼ばれることがある。
江戸時代には仙石原に裏関所が設けられて通行が制限されていたことから遠方客には行きにくい温泉であったため、もっばら近郷の農民が利用していた。明治半ば（1881年）には湯亭ができ客舎が4棟作られたが、粗末で貴客の逗留には向かないものだった。その後高瀬道正が定住して客舎5棟を持つ湯宿を経営、1894年の書物に、不便な場所だが眼病に効く温泉として訪れる人も多い、と紹介された。1902年に西村秀作が元箱根より鉱泉権を取得して秀明館を開業し、観光客に開かれた温泉地になっていった。
周辺は近年、芦ノ湖や富士山を望むリゾート地として開発されている。

## アクセス
- 小田急箱根 箱根ロープウェイ 姥子駅
- 神奈川県道735号大涌谷湖尻線